# 齋藤龍興
齋藤龍興（1546年／1548年－1573年9月10日／1632年）是日本戰國時代在美濃國的武將、戰國大名。齋藤氏第3代當主。美濃一色氏第2代當主。父親是齋藤義龍。

## 生平

### 繼任家督
在天文17年（1548年）出生，家中庶子（一說指生母是義龍的正室近江之方（近江局），因此是嫡子。另外，一說指近江之方是淺井久政的女兒，但是義龍和久政的年齡只差1歲，所以亦有指近江之方不是久政的實女，而是養女。由此，近江之方是久政的父親淺井亮政的女兒的說法比較有力。）。幼名喜太郎。
永祿4年（1561年），因為父親義龍死去，以14歲之齡繼承美濃齋藤氏的家督。因為從父親一代開始就持續被尾張國的織田信長侵攻、從祖父一代家臣的流失（森可成、坂井政尚、堀秀重、齋藤利治、明智光秀等）、比祖父和父親凡庸、以及重用風評不佳的齋藤飛驒守等事，無法得到家臣的信望。
同年，在森部之戰中，失去齋藤六宿老中的日比野清實和長井衛安等人，遭到織田信長入侵美濃。永祿5年（1562年），有力豪族郡上八幡城城主遠藤盛數病死。

### 美濃攻防戰

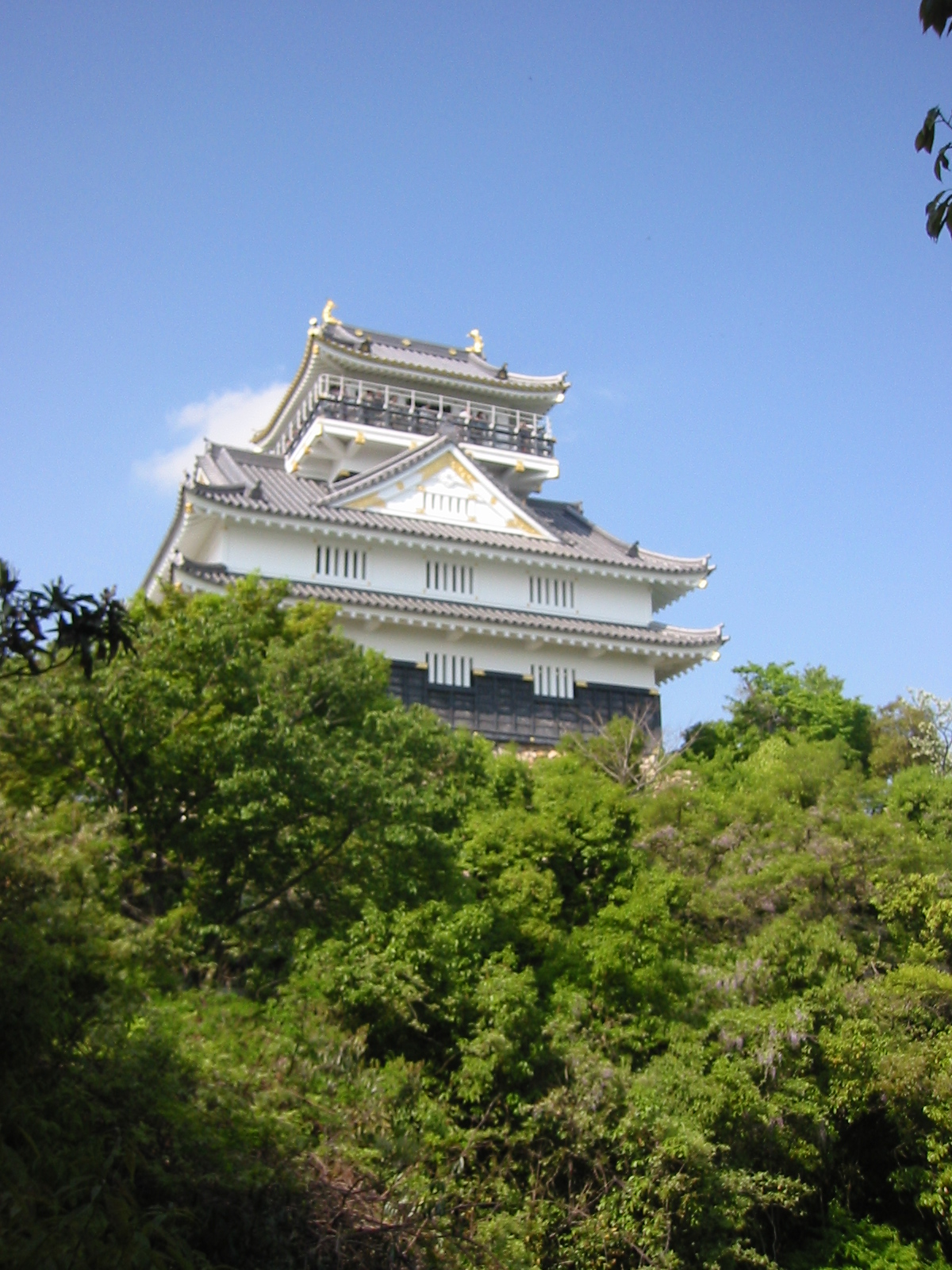
稻葉山城（岐阜城）

為了應付信長的侵攻，打算與北近江的淺井長政（曾是父親義龍的進攻對象）結盟，不過被信長搶佔先機，於是長政與信長結盟，結果長政亦開始侵攻美濃國。此時，從義龍時代開始就是同盟的六角義賢侵攻淺井領地，於是長政撤退。
永祿5年（1562年）起，齋藤龍興透過三好家臣伊勢貞助跟控制近畿的強豪三好長慶往來，並在隔年結盟。同時也跟透過名僧快川紹喜跟掌握信濃甲斐的大名武田信玄締結同盟。
永祿7年（1564年），竹中重治因為與齋藤飛驒守有私怨，與岳父安藤守就（西美濃三人眾之一）殺死飛驒守，居城稻葉山城更被重治佔據。此時，逃向鵜飼山城，之後更逃到祐向山城。在重治和守就歸還稻葉山城後，再次成為美濃的領主，不過齋藤氏的衰退開始顯露。永祿5年（1564年）期間，信長開始築起小牧山城，東美濃（因為遠山氏與織田氏是親戚等原因，原本織田氏在該地域就有很強影響力）在織田氏的壓力下，有力領主市橋氏、丸毛氏、高木氏等開始投向織田氏。
永祿8年（1565年），降服於織田家的加治田城城主佐藤忠能殺死堂洞城城主岸信周。此時，關城城主兼大叔父長井道利亦被投向織田家的齋藤利治擊破，美濃中部地方亦變成信長的勢力圈。
永祿10年（1567年），西美濃三人眾的稻葉良通、氏家直元、安藤守就等人成為信長的內應，稻葉山城被信長攻陷（稻葉山城之戰），於是在城下的長良川乘船逃亡至北伊勢的長島。不久，再受信長追擊而繼續逃亡。

### 反抗織田氏
永祿12年（1569年）1月，與三好三人眾連結，打算攻殺信長擁立的室町幕府第15代將軍足利義昭，但是最後敗退（本圀寺之變、六條合戰）。元龜元年（1570年）8月，與三好康長、安宅信康、十河存保和石山本願寺法主顯如等一同支援三好三人眾籠城，因為信長的背後受朝倉氏、淺井氏威脅，被逼撤退（野田城、福島城之戰）。元龜2年（1571年），在長島一向一揆中，與長井道利一同参戰，繼續抵抗信長。

### 戰死
此後，移至越前國，投靠有親戚關係的朝倉義景，被當為客將。天正元年（1573年）8月，跟隨義景向近江國出陣，在朝倉軍被織田軍擊敗後，於刀禰坂受到追撃，最後戰死（一説指是被曾是重臣的氏家直元的嫡男氏家直昌斬殺）（刀禰坂之戰）。享年26歲。

## 異說
根據富山市的興國寺的傳説，他並未戰死，而是帶著家寶系圖，在永祿12年（1569年）3月，移至越中國新川郡布市村，並在興國寺隱匿。在明白因為天下大勢，已經無法再興主家後，改名為九右衛門（九右ェ門），並以佛教的力量，在附近原野開墾。以佛經勸勉一族，並在當地居住。
天正8年（1580年），當時信長和石山本願寺之間的石山合戰已經終結，九右衛門把當地命名為經力村。
慶長16年（1611年），把家督讓予兒子，持參草高（稻米）並在布市興國寺出家，成為住持。在興國寺中，流傳龍興用作持參的鎧鞍和念持佛（木造阿彌陀如來立像）。
在寬永9年（1632年）6月19日示寂。墓所在富山市經力的本誓寺。享年87歲。
子孫在文政3年（1820年）11月，移居至越中國新川郡大泉村（現今富山市大泉）。後來在大正2年（1913年）11月，移居至富山縣新川郡堀川村小泉（現今富山市堀川小泉）。

## 人物、逸話
- 在父親義龍向道三發起謀反時，義龍改稱母方的一色氏，因此齋藤龍興當政後，仍有持續使用一色姓。

- 令齋藤氏家臣團改姓為一色氏家臣團的姓氏，如日根野弘就改為一色氏守護代的延永氏等。

- 對政務漠不關心，沉溺於女色和酒中，更沒有重用祖父和父親的有力家臣美濃三人眾和知略優秀的竹中重治，而且寵愛齋藤飛驒守等奸臣，因此弱化齋藤家的支配力，以及招致家臣團分裂。因為是令到家族滅亡的當主，所以在現在有相當多否定的評價。不過亦可能是簒奪美濃的織田家和從屬於織田家的前家臣達的渲染。因為繼承家督時，只有14歲，而在稻葉山城被攻陷時，只有20歲，因此到底是否因為無能而令主家滅亡，實在難以說明。

- 在富山市中，有九右衛門（龍興）受到鶴所告知而開挖的礦泉，被稱為「靈鶴源泉」、「經力之湯」。後來，在浦上四番崩（日语：浦上四番崩れ）中被追捕的吉利支丹被軟禁在當地。在大正6年（1917年）被廢除，在「靈鶴礦泉」被祭祀的「木造藥師如來像」，於現時被安置在富山市經力的本誓寺。富山藩第9代藩主前田利幹所藏繪畫「經力之湯」冬天景色的畫，現存在金澤市。

- 龍興在畿內居住時，曾以吉利支丹（基督教）為目標。有幾個相關的記錄流傳。
  - 在聽過由路易斯·弗洛伊斯解釋基督教中的教儀和創造論後，逐一寫下記錄，在逐一了解後，前往教堂，清楚流暢地一言一句毫無錯誤地複述出來，令教會的信者們為之驚訝。
  - 向傳教士Gaspar Vilela（日语：ガスパル・ヴィレラ）質問「先生說人因為神而受祝福，作為萬物之靈而受保障地生活。如此，為什麼人間充滿著很多不幸，而戰亂之世沒有終結呢？如果是作為萬物之靈來被創造的話，為什麼世間不會容易地跟從人類的意志呢？在如此荒蕪的世間中，努力和善良地生存的人在現世中沒有任何回報，這到底是何故呢」。而Vilela聽到龍興的疑問後，說了很多道理來說服龍興。

- 路易斯·弗洛伊斯在著作『路易斯日本史（日语：フロイス日本史）』中，記載龍興是「非常有能，而且深思熟慮」（非常に有能で思慮深い）。

## 登場作品
小說
- 蝮之孫（幻冬舎、天野純希（日语：天野純希）著）

影視劇
- 出世太閤記（1938年、日活、演：河部五郎）
- 國盗物語（日语：国盗り物語 (NHK大河ドラマ)）（1973年、NHK大河劇、演：大石悟郎）
- 新書太閤記（日语：新書太閤記#新書太閤記（NETテレビ））（1973年、NET、演：日高晤郎）
- 信長KING OF ZIPANGU（1992年、NHK大河劇、演：渡浩行）
- 織田信長（日语：織田信長 (1994年のテレビドラマ)）（1994年、TX、演：中村久光）
- 豐臣秀吉 獲取天下！（日语：豊臣秀吉 天下を獲る!）（1995年、TX、演：市川男寅（日语：市川男女蔵 (6代目)））
- 秀吉（1996年、NHK大河劇、演：三井智宏（日语：河野智宏））
- 國盜物語（日语：国盗り物語#新春ワイド時代劇版）（2005年、TX、演：福薗由布樹）
- 功名十字路（2006年、NHK大河劇、演：工藤和馬）
- 太閤記 獲取天下的男人・秀吉（日语：太閤記〜天下を獲った男・秀吉）（2006年、EX、演：吉田輝生）
- 戰國疾風傳 二人軍師（日语：戦国疾風伝 二人の軍師 秀吉に天下を獲らせた男たち）（2011年、TX、演：大澤健（日语：大沢健））
- 軍師官兵衛 （2014年、NHK大河劇、演：齊藤悠（日语：斉藤悠））
- 信長協奏曲（2014年、CX、演：間宮祥太朗）

漫畫
- 戰國（講談社、宮下英樹（日语：宮下英樹）作）
- 信長的忍者（白泉社、重野直樹（日语：重野なおき）作）

## 外部連結
- 武家家伝＿美濃斎藤氏 （页面存档备份，存于）